# Ligne de tramway 354
La ligne 354 est une ancienne ligne de tramway du Groupe de Courtrai de la Société nationale des chemins de fer vicinaux (SNCV) qui a fonctionné entre le 14 juillet 1905 et le 7 septembre 1949.

## Histoire
14 juillet 1905 : mise en service en traction vapeur entre la gare d'Ypres et le dépôt de Geluwe, exploitation par l'Intercommunale de Courtrai (IC).
A la fin de l'année 1905 la ligne est prolongée de Geluwe à la gare de Menin par les voies de la ligne 366.
7 septembre 1949 : suppression, remplacement par une ligne d'autobus. Celle-ci portera au début des années 1960 le n°5 puis le 11 et enfin le 84[réf. nécessaire],.

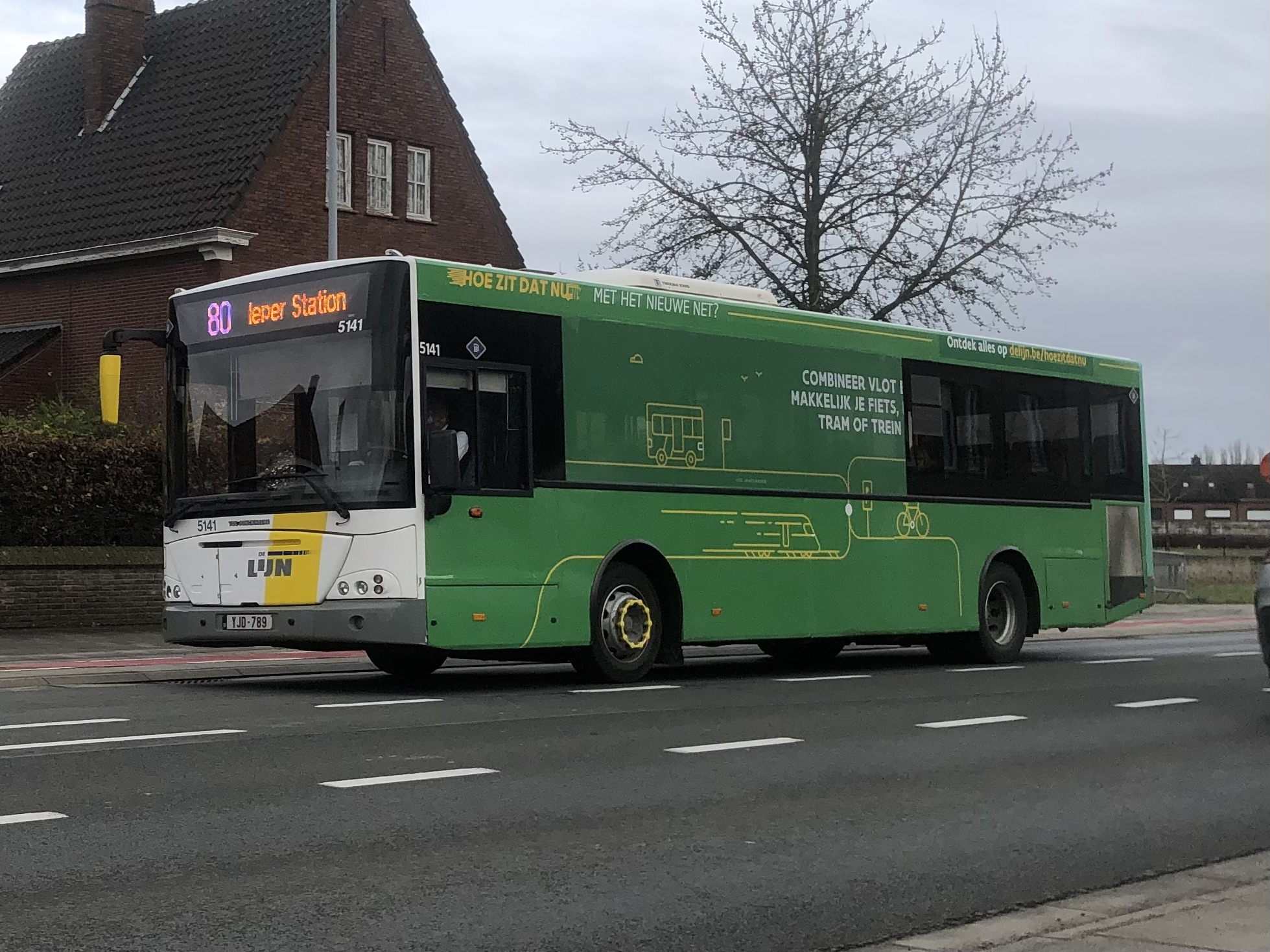

Le 6 janvier 2024, la ligne est renumérotée 80 tandis que la section Menin - Mouscron est reprise par la ligne 81 (nl).

## Exploitation

### Horaires
Tableaux :
- 354 en 1931[6] ;
- 764 (bus) en 1950[7] ;
- 722 (bus) en 1958[8].